# 베투 (1982년)
안토니우 알베르투 바스투스 핌파렐(António Alberto Bastos Pimparel, 1982년 5월 1일, ~) 은 흔히 베투(Beto)로 알려진 포르투갈의 은퇴한 축구 선수로, 과거 골키퍼로 활약하였다.

## 클럽 경력
베투는 리스본 출신이다. 지역의 스포르팅 리스본의 유소년 팀에서 실패를 거둔 후, (그는 1군에서 단 한 시즌을 보냈는데, 그 때 베투는 써드 골키퍼였다.) 인근의 카사 피아로 임대되었고, 2004년 6월에 방출당했다.
2부 리그 클럽인 샤베스와 마르쿠에서 한 시즌씩 보냈던 베투는 2006-07 시즌에 레이숑이스에 합류해 마투시뉴스 연고의 클럽이 1부 리그로 승격되게 도왔고, 이 곳에서의 세 시즌 동안 단 여섯번의 경기에 빠졌다.
2009년 3월, 2008-09 시즌 종료 전, 베투는 리그 강호 포르투로 이적하기로 합의를 보았는데, 계약기간은 4년으로 €750,000에 체결되어 6월에 발효되었다. 그는 두 시즌 동안 브라질의 에우통 골키퍼의 백업으로 활약했는데, 출전 기회는 타사 드 포르투갈 경기로 한정되었다. 2011년 5월 22일, 리스본에서 열린 타사 드 포르투갈 2-2로 비긴 상황에 페널티킥을 선방해내며, 최종 6-2 승리를 이끌어냈다.
2011-12 시즌, 베투는 루마니아의 클루지로 임대되었는데, 그는 팀이 우승을 거둔 이 시즌에 단 7번의 리가 I 경기에 결장했다. 포르투로부터 방출된 그는 이어지는 여름에 모국으로 복귀해 브라가와 2년 계약을 체결했다. 그러나, 다음 이적시장에서, 그는 디에고 로페스를 레알 마드리드로 보내면서 급히 이 포지션을 수혈할 필요가 있는 스페인의 세비야로 6월까지 임대되었고, 이후로의 완전 이적 가능성이 있었다.
안드레스 팔로프의 부상으로 기회를 잡은 베투는 이적 하루만에 안달루시아 연고의 클럽 소속으로 데뷔하였으나, 아틀레티코 마드리드와의 2012-13 시즌 코파 델 레이 준결승 1차전 원정 경기에서 1-2로 패하였고, 이 중 막판 8분을 9명으로 경기에 임했었다. 그의 첫 라 리가 경기는 2013년 2월 3일, 2-1로 이긴 라요 바예카노와의 홈경기였다.
베투는 이후 영구 이적을 확정지었고, 우나이 에메리 감독 하에 주전이 되었다. 그는 2013-14 시즌을 통틀어 총 43경기에 나왔고, 이 중 우승을 거둔 UEFA 유로파리그 결승전에서 벤피카를 상대해 승부차기에서 오스카르 카르도소와 로드리고의 두 차례 킥을 막아냈다.

## 국가대표팀 경력
2009년 6월 10일, 베투는 무득점으로 비긴 에스토니아와의 친선경기에서 포르투갈 국가대표팀 데뷔전을 치렀다.
2009-10 시즌에 포르투에서의 시즌을 선발로 마친 그는 카를루스 케이루스 감독에 의해 2010년 FIFA 월드컵 24인 예비 엔트리에 들어갔고, 남아프리카 공화국에서 열린 본선행 최종 엔트리에 들었으나, 벤치만 지켰다. 그는 브라질에서 열리는 4년 후 대회에서도 명단에 들었고, 6월 22일, 미국과의 2차전에서, 앞서 독일전에서 부상당한 후이 파트리시우를 대신해 대회 첫 경기를 나갔다.

## 수상
레이숑이스
- 세군다리가: 2006–07

포르투
- 프리메이라리가: 2010–11
- 타사 드 포르투갈: 2009–10, 2010–11
- 수페르타사 칸디두 드 올리베이라: 2009, 2010
- UEFA 유로파리그: 2010–11

클루지
- 리가 I: 2011–12

브라가
- 타사 다 리가: 2012–13

세비야
- UEFA 유로파리그: 2013–14

## 클럽 통계
2014년 5월 31일
| 클럽              | 시즌      | 리그 | 리그 | 컵   | 컵 | 유럽 | 유럽 | 합계 | 합계 |
| 클럽              | 시즌      | 출장 | 골   | 출장 | 골 | 출장 | 골   | 출장 | 골   |
| ----------------- | --------- | ---- | ---- | ---- | -- | ---- | ---- | ---- | ---- |
| 스포르팅 리스본 B | 2000–01   | 4    | 0    | 0    | 0  | 0    | 0    | 4    | 0    |
| 스포르팅 리스본 B | 2001–02   | 21   | 0    | 0    | 0  | 0    | 0    | 21   | 0    |
| 스포르팅 리스본 B | 합계      | 25   | 0    | 0    | 0  | 0    | 0    | 25   | 0    |
| 카사 피아         |           |      |      |      |    |      |      |      |      |
| 2002–03           | 38        | 0    | 0    | 0    | 0  | 0    | 38   | 0    |      |
| 합계              | 38        | 0    | 0    | 0    | 0  | 0    | 38   | 0    |      |
| 스포르팅 리스본 B | 2003–04   | 37   | 0    | 0    | 0  | 0    | 0    | 37   | 0    |
| 스포르팅 리스본 B | 합계      | 37   | 0    | 0    | 0  | 0    | 0    | 37   | 0    |
| 샤베스            | 2004–05   | 0    | 0    | 0    | 0  | 0    | 0    | 0    | 0    |
| 샤베스            | 합계      | 0    | 0    | 0    | 0  | 0    | 0    | 0    | 0    |
| 마르쿠            | 2005–06   | 27   | 0    | 0    | 0  | 0    | 0    | 27   | 0    |
| 마르쿠            | 합계      | 27   | 0    | 0    | 0  | 0    | 0    | 27   | 0    |
| 레이숑이스        | 2006–07   | 28   | 0    | 3    | 0  | 0    | 0    | 31   | 0    |
| 레이숑이스        | 2007–08   | 25   | 0    | 4    | 0  | 0    | 0    | 29   | 0    |
| 레이숑이스        | 2008–09   | 30   | 0    | 4    | 0  | 0    | 0    | 34   | 0    |
| 레이숑이스        | 합계      | 83   | 0    | 11   | 0  | 0    | 0    | 94   | 0    |
| 포르투            | 2009–10   | 6    | 0    | 6    | 0  | 1    | 0    | 13   | 0    |
| 포르투            | 2010–11   | 0    | 0    | 1    | 0  | 1    | 0    | 2    | 0    |
| 포르투            | 합계      | 6    | 0    | 7    | 0  | 2    | 0    | 15   | 0    |
| 클루지            |           |      |      |      |    |      |      |      |      |
| 2011–12           | 27        | 0    | 0    | 0    | 0  | 0    | 27   | 0    |      |
| 합계              | 27        | 0    | 0    | 0    | 0  | 0    | 27   | 0    |      |
| 브라가            |           |      |      |      |    |      |      |      |      |
| 2012–13           | 15        | 0    | 0    | 0    | 7  | 0    | 22   | 0    |      |
| 합계              | 15        | 0    | 0    | 0    | 0  | 0    | 22   | 0    |      |
| 세비야            | 2012–13   | 14   | 0    | 2    | 0  | 0    | 0    | 16   | 0    |
| 세비야            | 2013–14   | 33   | 0    | 0    | 0  | 10   | 0    | 39   | 0    |
| 세비야            | 합계      | 47   | 0    | 2    | 0  | 10   | 0    | 59   | 0    |
| 경력 합계         | 경력 합계 | 305  | 0    | 20   | 0  | 19   | 0    | 344  | 0    |